# Rubus pedica
Rubus pedica är en rosväxtart som beskrevs av Matzke-Hajek. Rubus pedica ingår i släktet rubusar, och familjen rosväxter. Inga underarter finns listade i Catalogue of Life.